# Baron Harlech

Wappen der Barone Harlech

Baron Harlech, of Harlech in the County of Merioneth, ist ein erblicher britischer Adelstitel in der Peerage of the United Kingdom.
Familiensitz der Barone war früher Brogyntyn Hall bei Oswestry in Shropshire und ist heute Glyn Cywarch in Gwynedd, Wales.

## Verleihung
Der Titel wurde am 14. Januar 1876 für den konservativen Unterhausabgeordneten John Ormsby-Gore geschaffen. Da er keine Söhne hatte, erfolgte die Verleihung mit dem besonderen Zusatz, dass der Titel in Ermangelung eigener männlicher Nachkommen auch an seinen jüngeren Bruder, den Unterhausabgeordneten William Ormsby-Gore, sowie dessen männliche Nachkommen vererbbar sei.
Heutiger Titelinhaber ist dessen Nachfahre Jasset Ormsby-Gore als 7. Baron.

## Liste der Barone Harlech (1876)
- John Ormsby-Gore, 1. Baron Harlech (1816–1876)
- William Ormsby-Gore, 2. Baron Harlech (1819–1904)
- George Ormsby-Gore, 3. Baron Harlech (1855–1938)
- William Ormsby-Gore, 4. Baron Harlech (1885–1964)
- David Ormsby-Gore, 5. Baron Harlech (1918–1985)
- Francis Ormsby-Gore, 6. Baron Harlech (1954–2016)
- Jasset Ormsby-Gore, 7. Baron Harlech (* 1986)

Aktuell existiert kein Titelerbe.